# Азов

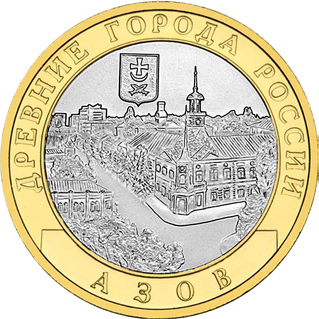
Памятная монета Банка России номиналом 10 рублей (2008)

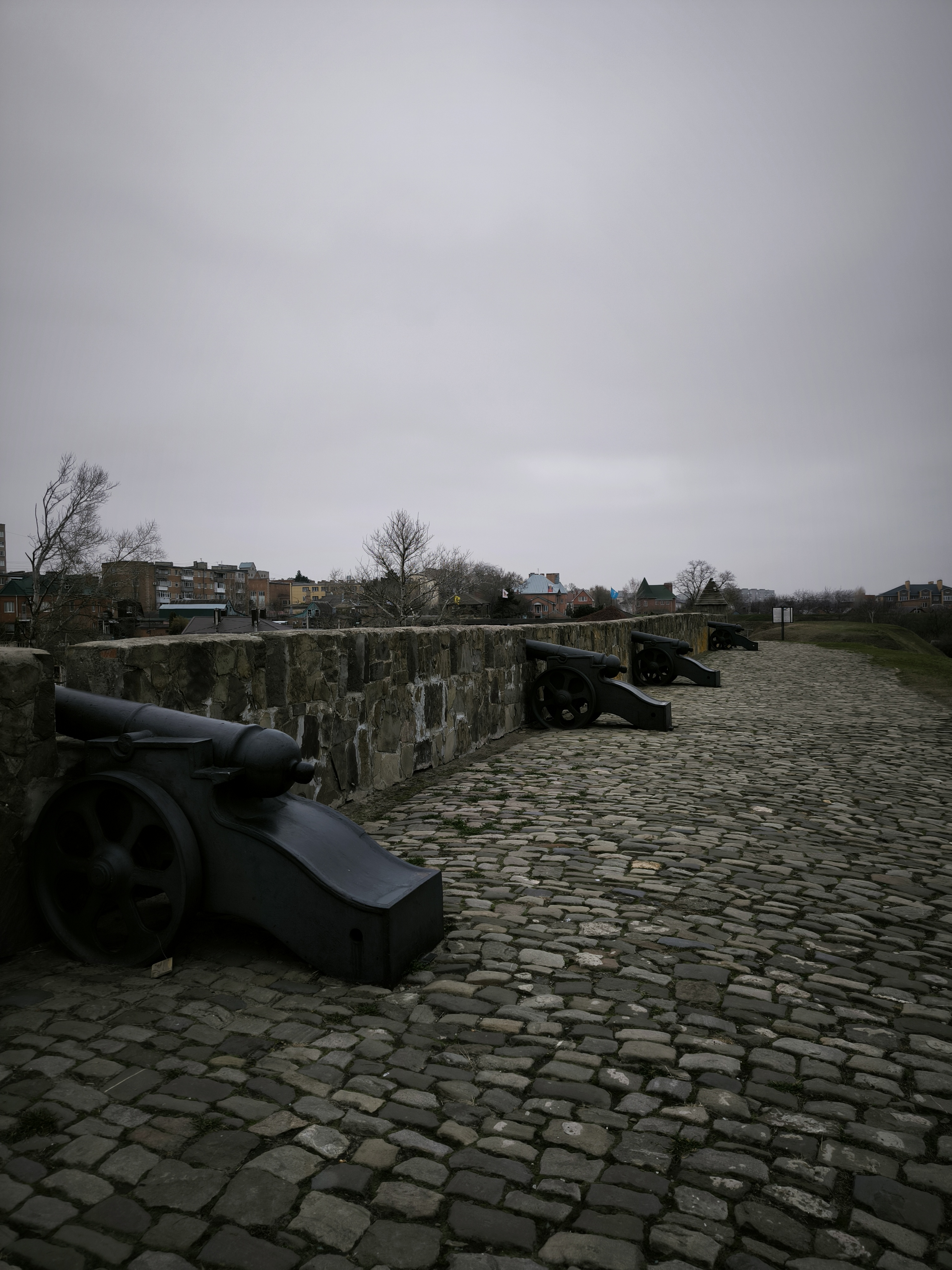
Фрагменты крепости

Азо́в (прежние наименования Азак (XIII—XIV вв.), Тана (XV—XVI вв.)) — город в Ростовской области России.
Образует городской округ город Азов. Административный центр Азовского района.

## География
Город Азов расположен в юго-западной части Ростовской области, на левом берегу реки Дон, в 12,5 км по прямой от впадения в Таганрогский залив. От областного центра — города Ростова-на-Дону — 35 км. Площадь территории города составляет 66,2 км².
В старой части города сохранились фортификационные сооружения Азовской крепости XVIII века — крепостные валы, ров, Алексеевские ворота. Азов — один из исторических городов с охраняемым культурным слоем.

## Этимология
Азо́в: — город в устье реки Дон (засвидетельствовано в XVII в. в «Азовск. Вз.»). Из крымск.-тат. Azaw «Азов», тур. Azak, от вост.-тюрк. azak «низкий, низкое место»; азак «конец, последний, исход, финал… скудеющий», аз «мало, незначительный», тат.азак «последний» из древне-кыпчакского (кумано-половецкого) азак, азаF > азау «устье реки» > Азов (краткий этимологический словарь Р.Ахметьянова, Казань ТКН-2001, стр. 11)
Адыги называли укрепление «крепость асов» — адыг. Аскъалэ.
Греки назвали город Μαιῶτις (Меотида), что может быть связано с названием местного племени меоты, близкого скифам.
Польский историк Матей Стрыйковский и российский историк В. Н. Татищев считали, что город Азов получил название в честь половецкого хана Асупа, который кочевал в тех местах.
Тур Хейердал высказывал версию о том, что название Азов происходит от Асгарда, находившегося на месте современного Азова (Асы — верховная группа богов в скандинавской мифологии, их название созвучно с названием одного из аланских племён, а также древними названиями осетин — осы (грузинское «оси», русское «овси», «ясы»), при этом Сага об Инглингах даёт относительную локализацию Асгарда восточнее Дона (Танасквиля) и славянских (венетских) земель — Ванахейма). Однако эта версия отвергается историками и филологами.

## История
Азов расположен на берегу Дона и его притока, реки Азовки, в 15 км водного пути от его впадения в Таганрогский залив Азовского моря. Город испокон веков занимал важное стратегическое положение, оказавшее большое влияние на его историю. Город является старейшим в Ростовской области, его история началась более двух тысяч лет назад, когда возникли первые поселения скифов. Из истории известно также о таких, населяющих территорию города, народах как киммерийцы, скифы, савроматы и меоты.
В эпоху скифов в Северном Приазовье возникло множество населённых пунктов, которые в дальнейшем сыграли важную роль в развитии и становлении региона: это и Таганрогское поселение, и Елизаветовское городище, и Большая греческая колония, боспорская колония Танаис (город) (самый северный пункт античной цивилизации в Причерноморье) принадлежащего Боспорскому царству и несколько других.
В Х-ХII веках было славянское поселение входившего в состав древнерусского Тьмутараканского княжества, около 1067 захваченное половцами и получившее название Азув (Азак).
В XIII веке Азак крупный ордынский город, через который проходил Великий торговый путь в Китай.
В 1559 году Азов взял в осаду литвин Дмитрий Вишневецкий. В 1637 году донские и запорожские казаки под командованием атамана Татаринова взяли Азов и удерживали его до 1642 года (так называемое Азовское осадное сидение).
В 1695—1696 годах Петром I предприняты Азовские походы, которые привели к взятию турецкой крепости Азов.
В 1707 году Азов стал губернским городом Азовской губернии.

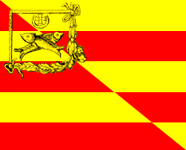
Знамя Азовского полка 1712 года.

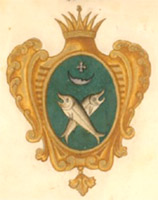
Герб для знамён Азовского полка: В лазоревом поле полмесяца и в нём крест серебряные, внизу две рыбы белые накрест. Щит размещён на золотом картуше и увенчан золотой же листовидной короной, украшенной цветными камнями.

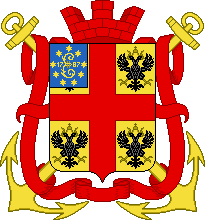
Герб (1867 г.)

В ходе Прутского похода 1711 года российская армия, попав в окружение, была принуждена к сдаче. Был заключён Прутский мир, по которому Россия уступила Османской империи Азов. В 1736 году, во время русско-турецкой войны 1735—1739 годах крепость была взята войсками генерала Ласси. По Белградскому миру 1739 года крепость передавалась России с условием сноса крепостных сооружений и зданий, что и было выполнено в 1747 году. В течение 20 лет городские укрепления лежали в руинах. В марте 1769 года, с началом новой русско-турецкой войны, город снова был занят солдатами вологодского полка и донскими казаками; с тех пор город постоянно принадлежал России.
В 1775 году Азов сделан административным центром новоучрежденной Азовской губернии. В 1782 году, по переводе губернского управления в Екатеринослав, Азов переименован опять в крепость, 31 марта 1810 года — в посад Ростовского уезда Екатеринославской губернии, а в 1888 году присоединён к Области Войска Донского и передан под казачье управление.
В конце XIX века в посаде имелась 4-классная мужская прогимназия, а также женское и мужское училища, торговля значительно упала.
Азов в 1917—1940-х годах
После установления Советской власти на Дону, в Азове были организованы красногвардейские дружины. В то же время, эта власть продержалась недолго. В мае 1918 года на Дону, в том числе и в Азове, власть в свои руки взяли войска Деникина и Краснова. Советская власть была восстановлена в 1920 году после победы над белогвардейскими войсками. В марте 1920 года в Азове состоялись выборы в городской совет.
В июле 1921 года Азов становится центром Ростовского округа, сюда из Ростова-на-Дону переехали окружные органы власти. Декретом ВЦИК от 27 апреля 1923 года это утверждено, а также Ростовский округ переименован в Азовский округ Донской области.
В 1924 году Азов становится центром Азовского района, а 1 марта 1926 года в составе городов Северо-Кавказского края Декретом ВЦИК был утверждён город Азов. В августе 1930 года постановлением Президиума Северо-Кавказского крайисполкома округа были упразднены, а город Азов продолжал оставаться центром Азовского района.
В предвоенные годы в Азове появился ряд промышленных производств, в том числе судостроительная верфь, рыбокомбинат, кирпичный завод, чулочная фабрика и другие.
В 1940 году в городе Азове было уже 11 школ, в том числе 6 средних. Открылись новые клубы, библиотеки, парк культуры и отдыха, краеведческий музей.
Азов в годы Великой Отечественной войны
В 1941 году Азов стал перестраиваться на военный лад. Механический цех судостроительной верфи стал выпускать снаряды. Одежду и обмундирование для бойцов Красной Армии поставляла швейная артель «Прогресс». Жители Азова массово вступали в народное ополчение. Первым командиром ополчения был Н. В. Макеев.
Летом 1942 года фронт вплотную приблизился к Азову. Оборону города держали моряки Отдельного донского отряда Азовской военной флотилии, личный состав бронепоезда «За Родину». На месте дома, где располагался штаб отряда, позже были установлены памятный знак и мемориальная доска.
28 июля 1942 года Азов был оккупирован гитлеровскими войсками. За 194 дня оккупации от рук нацистских захватчиков погибло более 600 человек. Местом казни нацисты избрали карьер кирпичного завода. На территории города Азова и Азовского района активно действовал Азовский партизанский отряд под командованием И. Т. Сахарова и З. П. Шкуро.
7 февраля 1943 года город Азов и Азовский район в ходе Ростовской наступательной операции были освобождены 320-й, 151-й и 347-й стрелковыми дивизиями 44-й армии и 12-й гвардейской Донской казачьей дивизией 5-го Донского гвардейского казачьего кавалерийского корпуса. За время оккупации немцами Азову был нанесён ущерб на 140 миллионов рублей (в денежном выражении 1943 года).
Азов в послевоенное время
После войны, Азов постепенно восстанавливался. Возрождались промышленные предприятия — промкомбинат, молочный завод, рыбокомбинат. Росли новостройки, поднимались корпуса новых предприятий, жилых домов. Началось строительство заводов кузнечно-прессового оборудования и кузнечно-прессовых автоматов. Судостроительная верфь стала выпускать металлические сейнеры. Дал продукцию новый завод по производству торгового оборудования.

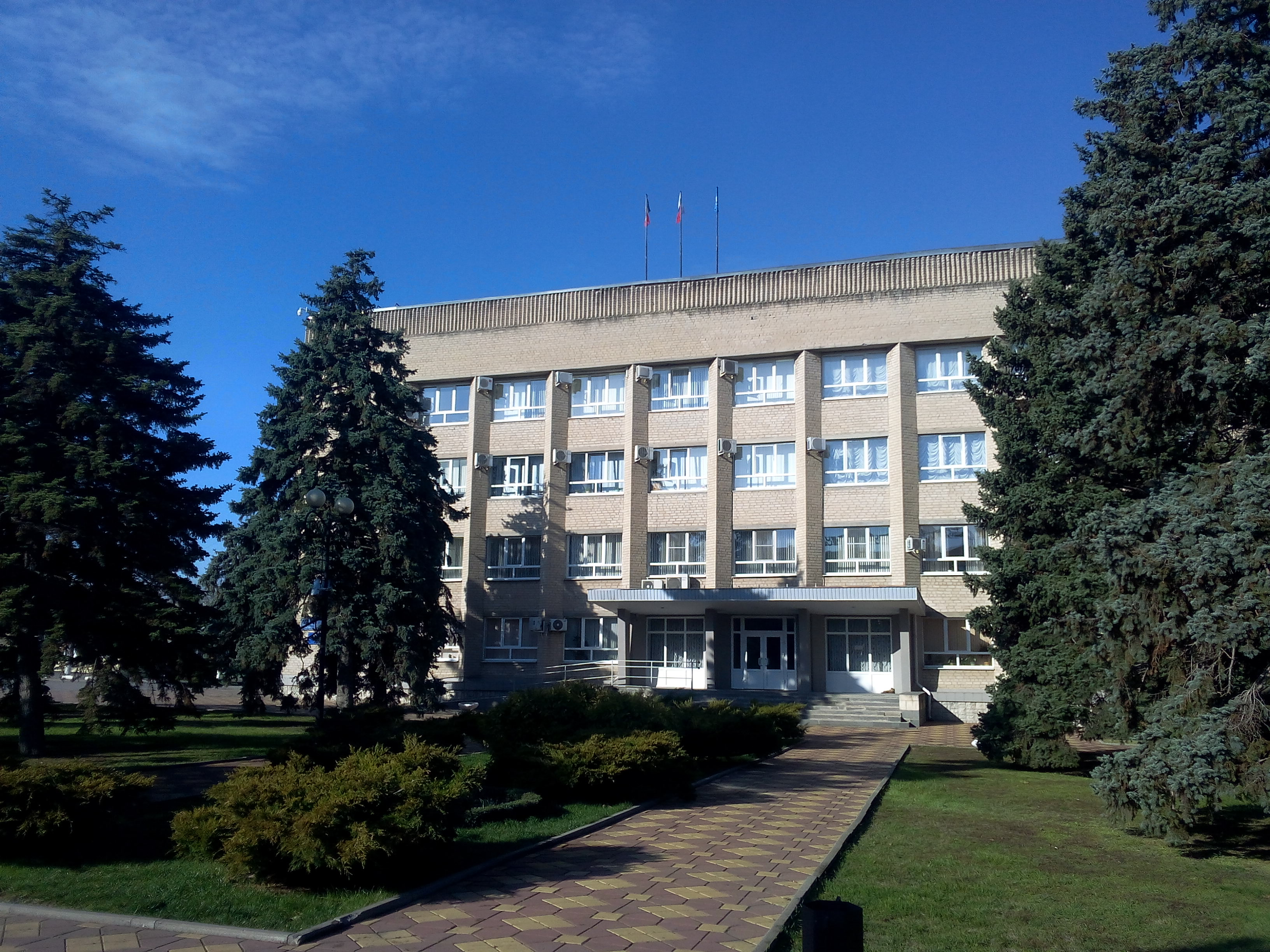
Здание администрации города

С развитием промышленного производства рос и статус города. Так, в 1957 году город районного подчинения Азов был отнесён к категории городов областного подчинения Ростовской области.
В марте 1994 года Азов получил статус муниципального образования «Город Азов». Созданы новые органы местного самоуправления — городская Дума г. Азова и Администрация города Азова, возглавляемая Мэром. Кроме этого, город Азов сохранил за собой статус административного центра муниципального образования «Азовский район».

## Почётные звания города
5 мая 2017 года Азову было присвоено почётное звание «Город воинской доблести». Почётное звание было присвоено в соответствии с законом Ростовской области от 1 марта 2017 года № 1012-ЗС «О почётных званиях Ростовской области „Город воинской доблести“, „Населённый пункт воинской доблести“, „Рубеж воинской доблести“». 8 мая 2018 года в сквере «Берёзка» была установлена стела «Город воинской доблести».

## Население
| 1856    | 1885    | 1897    | 1913    | 1931    | 1939    | 1959    | 1967    | 1970    | 1973    | 1976    | 1979    |
| ------- | ------- | ------- | ------- | ------- | ------- | ------- | ------- | ------- | ------- | ------- | ------- |
| 5300    | ↗16 581 | ↗27 500 | ↘26 500 | ↘19 800 | ↗25 000 | ↗39 931 | ↗56 000 | ↗59 302 | ↗66 000 | ↗73 000 | ↗75 124 |
| 1982    | 1986    | 1987    | 1989    | 1992    | 1996    | 1998    | 2000    | 2001    | 2002    | 2003    | 2005    |
| ↗77 000 | ↗80 000 | ↗81 000 | ↘80 297 | ↗80 900 | ↘80 700 | ↗81 000 | ↗81 300 | ↗81 700 | ↗82 090 | ↗82 100 | ↗82 600 |
| 2006    | 2007    | 2008    | 2009    | 2010    | 2011    | 2012    | 2013    | 2014    | 2015    | 2016    | 2017    |
| →82 600 | ↗82 800 | ↗83 100 | ↗83 210 | ↘82 937 | ↘82 852 | ↗82 901 | ↗83 030 | ↘82 495 | ↘81 995 | ↘81 862 | ↘81 335 |
| 2018    | 2019    | 2020    | 2021    | 2024    | 2025    |         |         |         |         |         |         |
| ↘80 721 | ↘80 286 | ↗80 428 | ↗81 924 | ↘80 381 | ↘79 872 |         |         |         |         |         |         |

На 1 января 2025 года по численности населения город находился на 204-м месте из 1124 городов Российской Федерации.
Национальный состав
По данным переписи 1926 года по Северо-Кавказскому краю, в населённом пункте числилось 17 539 жителей (8207 мужчин и 9332 женщины), из которых русские — 55,28 % или 9695 чел., украинцы — 42,25 % или 7410 чел.
По итогам переписи населения 2020 года проживали следующие национальности (национальности менее 0,1 % и другое см. в сноске к строке «Другие»):
| Национальность | Численность, чел. | Доля     |
| -------------- | ----------------- | -------- |
| Русские        | 76 557            | 95,72 %  |
| Армяне         | 790               | 0,99 %   |
| Украинцы       | 389               | 0,49 %   |
| Цыгане         | 177               | 0,22 %   |
| Азербайджанцы  | 129               | 0,16 %   |
| Другие         | 1934              | 2,42 %   |
| Итого          | 79 976            | 100,00 % |

## Планировка города
В 2007 году был принят генеральный план городского округа «Город Азов». В соответствии с генеральным планом определена планировочная структура с тремя жилыми районами:
- Центральный район — существующая застройка: западная часть, ядро центра, восточная часть (включая Красногоровку);
- Западный район — от Юго-Западной промышленной зоны вдоль Кагальницкого шоссе, в развитие посёлка «Солнечного»;
- Восточный район — вдоль реки Азовки, в пойме реки Дон с резервом развития на основе предварительных исследований режима вод в результате намыва территории.

Создание городских набережных реки Азовки в районе центра города от порта (с выносом судоверфи до Коллонтаевской улицы и далее — на перспективу).

## Климат
Климат умеренно-континентальный. Средняя температура января −4 °С, июля +22 °С +24 °С. Осадков 400—650 мм в год. Характерно сочетание избытка тепла с недостатком влаги. Зимой бывают снежные метели.
| Показатель                                    | Янв. | Фев. | Март | Апр. | Май  | Июнь | Июль | Авг. | Сен. | Окт. | Нояб. | Дек. | Год  |
| --------------------------------------------- | ---- | ---- | ---- | ---- | ---- | ---- | ---- | ---- | ---- | ---- | ----- | ---- | ---- |
| Средний суточный максимум, °C                 | −0,9 | 0,3  | 6,2  | 16,3 | 22,8 | 26,5 | 28,7 | 27,9 | 22,5 | 14,6 | 7,5   | 2,5  | 14,6 |
| Средний суточный минимум, °C                  | −7,2 | −6,4 | −1,3 | 6,4  | 12,3 | 16,3 | 18,1 | 16,8 | 11,9 | 5,8  | 1,4   | −2,9 | 5,9  |
| Норма осадков, мм                             | 47   | 37   | 31   | 43   | 53   | 67   | 51   | 37   | 36   | 30   | 46    | 61   | 539  |
| Температура воды, °C                          | 1    | 0    | 3    | 9    | 19   | 23   | 25   | 24   | 18   | 12   | 5     | 2    | 12   |
| Источник: Гидрометцентр, Туристический портал |      |      |      |      |      |      |      |      |      |      |       |      |      |

## Экология
По данным центров Госсанэпиднадзора и Росгидромета Ростова-на-Дону в воде р. Дон в местах водозаборов и зон рекреаций населённых мест отмечаются превышения гигиенических нормативов по БПК5 (1,5-2 ПДК), ХПК (1,5-3,5 ПДК), общей жёсткости (1,2-1,5 129 ПДК), общему железу (1,3-5,1 ПДК), нефтепродуктам (1,2-32ПДК), тяжёлым металлам (1,5-2 ПДК). 

По показаниям бактериального загрязнения р. Дон относится к источникам с повышенной степенью эпидемиологической опасности. В речной воде обнаруживаются колифаги, споры сульфитредуцирующих клостридий, холероподобная микрофлора.
Высокий уровень бактериального загрязнения речной воды отмечается в устьевой части р. Дон, особенно на участке реки ниже сбросов городской канализации г. Ростова-на-Дону и при впадении р. Темерник. Наиболее напряжённая ситуация с качеством воды по микробиологическим показателям сложилась в месте водозабора г. Азова из-за сброса в р. Дон недостаточно очищенных и неочищенных сточных вод г. Ростова-на-Дону. Использование населением питьевой воды с бактериальным и вирусным загрязнением приводит к возникновению острых кишечных инфекций и вирусного гепатита «А».

## Экономика
Азов входит в состав Ростовской агломерации и является многофункциональным динамично развивающимся промышленным городом с развитой инфраструктурой, перспективными территориями для развития зон под промышленную и жилую застройку. Основной планировочной осью Ростовской агломерации является река Дон, где Азов играет особую роль города, находящегося на транспортной артерии движения грузов водным путём. Это позиционирует Азов, как транспортно-логистический центр, связывающий Юг России с глобальными международными и российскими рынками.
Основу экономики города составляют предприятия лёгкой, пищевой (консервные и кондитерские изделия) промышленности, машиностроение. Завод по производству белково-витаминных добавок. Производство стройматериалов (в том числе железобетонных конструкций). В 2005 году был основан завод «Азов-Тэк» по производству легкосплавных колёсных дисков по технологии литья под низким давлением.

## Транспорт

#### Водный транспорт
Благодаря своему выгодному географическому расположению сегодня Азов — это развивающийся международный морской порт со всей необходимой инфраструктурой, перерабатывающий в год около 1 млн т различных грузов, поступающих как по морским, так и по внутренним путям на судах грузоподъёмностью 3000т — 5000т типа «река-море» с осадкой до 4 метров. Кроме уже действующих 7 причалов в 2002 году началось строительство нескольких зерновых терминалов, портового элеватора, терминалов для перевалки леса и технических спиртов, терминала для бункеровки судов.

#### Железнодорожный транспорт
Азов — конечная станция на однопутной электрифицированной железнодорожной линии от станции Батайск, входит в Ростовский регион Северо-Кавказской железной дороги ОАО «РЖД». На станции имеется железнодорожный вокзал. Через станцию Азов осуществляется движение грузовых поездов, а также курсирование пассажирских поездов пригородного сообщения по маршруту Ростов-Главный — Батайск — Азов.

#### Автомобильный транспорт
Через территорию Азова и Азовского района проходят автомобильные дороги регионального и местного значения.
В городе Азове также имеется остановочный пункт ПАО «Донавтовокзал», через который осуществляется автобусное сообщение с населёнными пунктами Азовского района, областным центром — Ростовом-на-Дону, а также с другими населёнными пунктами Ростовской области и иных субъектов РФ.

#### Городской общественный транспорт
Общественный транспорт города Азова и Азовского района представлен автобусами средней и малой вместимости, такси.
Реестр муниципальных маршрутов регулярных перевозок на территории города Азова:
- № 1: Черноморский (ЗСМ) — Черноморский (ЗСМ) (кольцевой) (упразднен)
- № 2: Красногоровка — пер. Панфиловский
- № 3: Рыбзавод — ДНТ «Мичуринец-3»— Рыбзавод
- № 4: Красногоровка — пер. Панфиловский
- № 5: Западный — ПУ № 82
- № 7: пос. Ясный — пос. Ясный (кольцевой)
- № 8: ул. Азовская — МТЕ — ДПМ

## Образование

### Высшее образование
- Технологический институт (филиал) ДГТУ в г. Азове

### Среднее профессиональное образование
- Азовский гуманитарно-технический колледж
- Азовский казачий кадетский аграрно-технологический техникум (бывшее Азовское профессиональное училище № 82)
- Азовский филиал Донского педагогического колледжа
- Азовский филиал Ростовского базового медицинского колледжа
- Азовское профессиональное училище № 45

### Среднее общее образование
В Азове имеется 9 средних общеобразовательных школ (МБОУ СОШ № 1, 2, 3, 5, 7, 9, 11, 13, 14, 15), одна вечерняя школа и один лицей.

### Дошкольное образование
В городе Азове имеется 25 детских дошкольных учреждений различного типа и категорий

(детские сады № 1, 2, 3, 4, 6, 8, 9, 10, 11, 12, 16, 17, 18, 19, 20, 22, 27, 29, 30, 31, 32, 33, 34, 36, 37).

### Дополнительное образование
- Детско-юношеские спортивные школы № 1, 2 и 3.
- Станция юных техников
- Станция юных натуралистов
- Дом детского творчества
- Детская школа искусств им. С. С. Прокофьева
- Детская художественная школа им. И. И. Крылова

## Медицина
На территории города Азова функционируют следующие учреждения здравоохранения:
- МБУЗ «Центральная районная больница Азовского района» (больница в своей структуре имеет стационар на 250 коек и поликлинику, а также 3 участковых больницы, 10 врачебных амбулаторий и 37 фельдшерско-акушерских пунктов, расположенных в сельских поселениях района)[43]. Адрес больницы: г. Азов, улица Ленина, 266.
- МБУЗ «Центральная городская больница г. Азова» (в своей структуре больница имеет: стационар на 362 койки, в том числе 130 коек дневного пребывания, 3 поликлиники по обслуживанию взрослого населения с Центром здоровья, детскую поликлинику, 37 медицинских кабинетов по обслуживанию обучающихся в дошкольных и средних образовательных учреждениях, стоматологическую поликлинику, женскую консультацию, отделение скорой медицинской помощи)[44]. Адрес больницы: г. Азов, улица Измайлова, 58.

## Культура
В городе Азове имеются учреждения культуры и искусства:
- МБУК «Городской дворец культуры г. Азова»
- Детская художественная школа имени И. И. Крылова
- Детская школа искусств имени С. С. Прокофьева
- МБУК ЦБС г. Азова (централизованная библиотечная сеть, включающая 8 филиалов: Центральная библиотека им. Н. К. Крупской, Библиотека им. А. М. Штанько, Библиотека им. С. А. Есенина, Библиотека им. А. С. Пушкина, Библиотека им. М. Горького, Библиотека им. Л. Н. Толстого, Детская библиотека им. А. П. Гайдара и Детская библиотека им. А. П. Чехова).

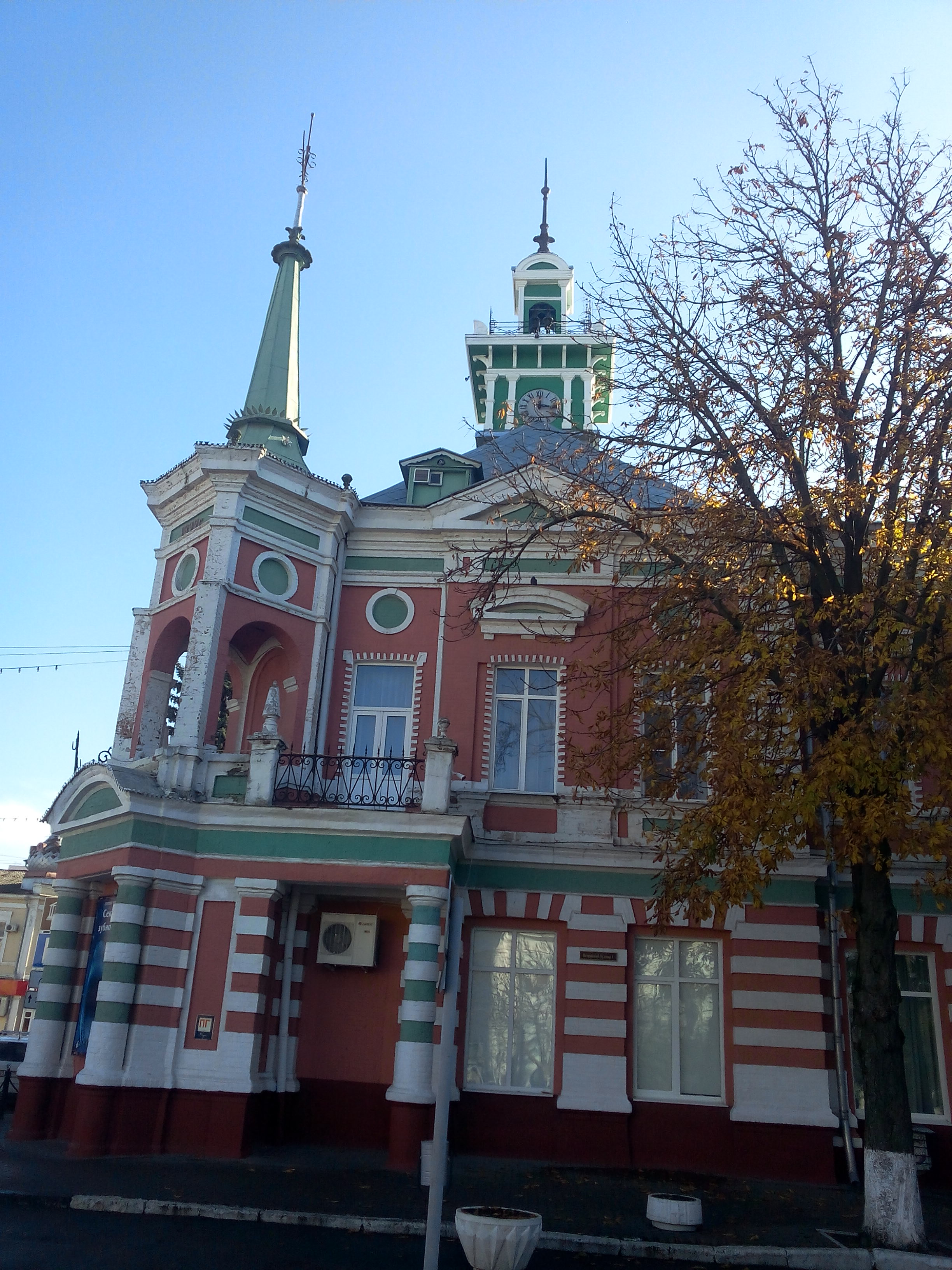
Азовский историко-археологический и палеонтологический музей-заповедник

### Музеи
- Азовский историко-археологический и палеонтологический музей-заповедник ― один из крупнейших на Юге России. Это музейный комплекс, расположенный в здании бывшей Городской Управы, построенной в 1892 году. Различные экспозиции посвящены истории Приазовья, Северного Причерноморья и Донского края XVIII и XIX веков, представлены также и выставки, посвящённые Средневековью, бронзовому и железному веку. В состав музейного комплекса входят:
  -  Мемориальный музей полярного исследователя Р. Л. Самойловича ― единственный в России, посвящённый исследователю Арктики и Антарктики Рудольфу Лазоревичу Самойловичу. Сам полярник также родился в Азове. Экспозиция состоит из мемориальной комнаты Самойловича, который в юношеские годы был учеником местной прогимназии. В комнате воссоздан быт конца XIX ― начала XX века, представлены подлинные фотографии и предметы, личные вещи и архивные документы[45].
  - «Пороховой погреб» ― единственный сохранившийся на Юге России памятник военно-инженерного искусства XVIII века. Открыт в 1967 году, в год 900-летия основания Азова. Музей знакомит посетителей с историей края XVII—XVIII веков. Главный экспонат ― само здание Порохового погреба, которое является памятником культурного наследия Федерального значения. В экспозиции также представлены образцы огнестрельного оружия и артиллерийские принадлежности, а также чертежи различных фортификационных сооружений[46][47].
  - Валы Азовской крепости XVIII в.
  - Выставочный зал «Меценат».

## Религия
- Свято-Троицкий храм ― возведён в 2004 году. В храме находятся реликвии: мощи преподобного Амвросия Оптинского и Азовская икона Божьей Матери.
- Храм Азовской иконы Божией Матери.
- Церковь Христиан Адвентистов Седьмого Дня.
- Храм Святого Николая.

Знак на месте разрушенной Успенской соборной церкви
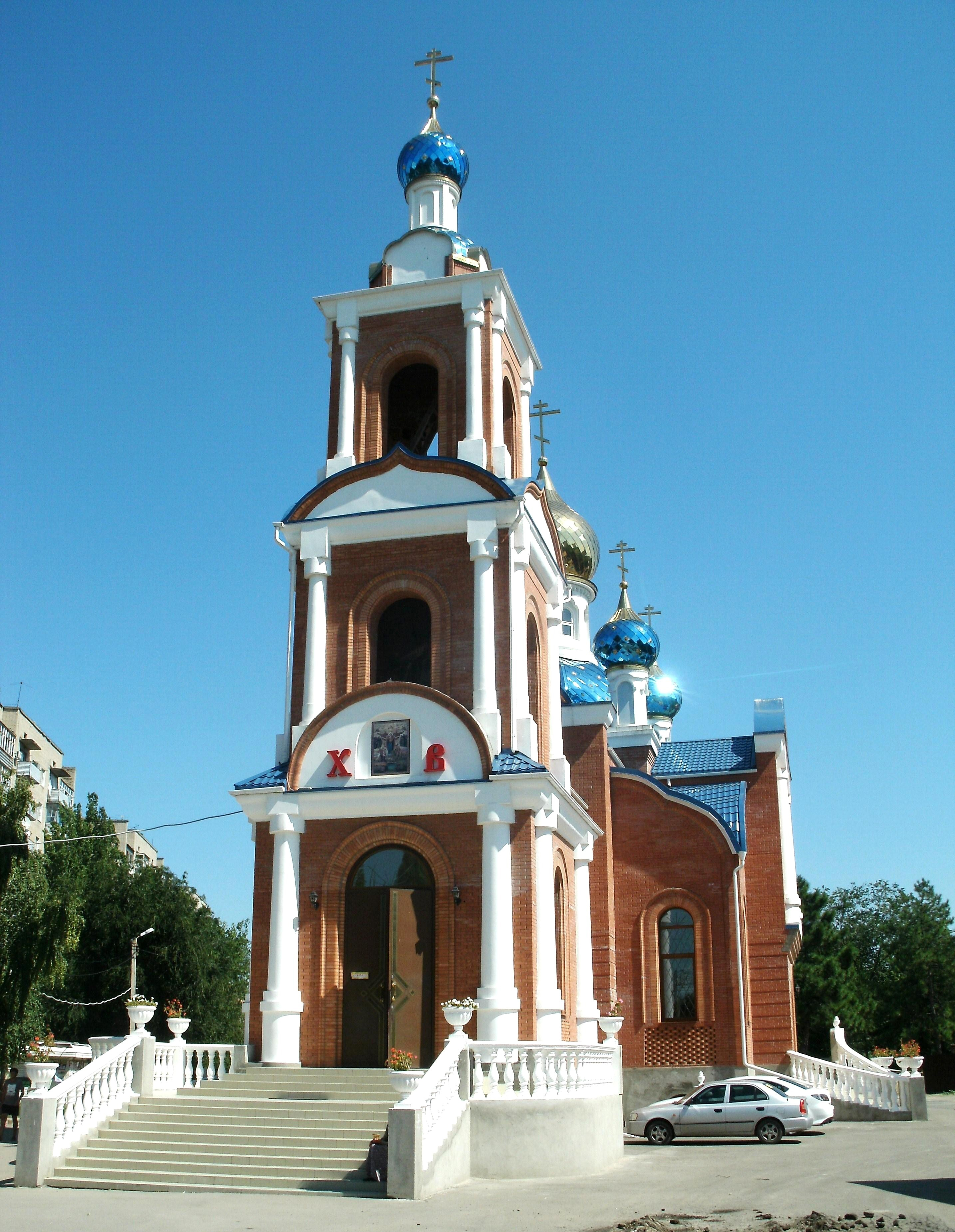
Колокольня полкового храма Азовской иконы Божией Матери
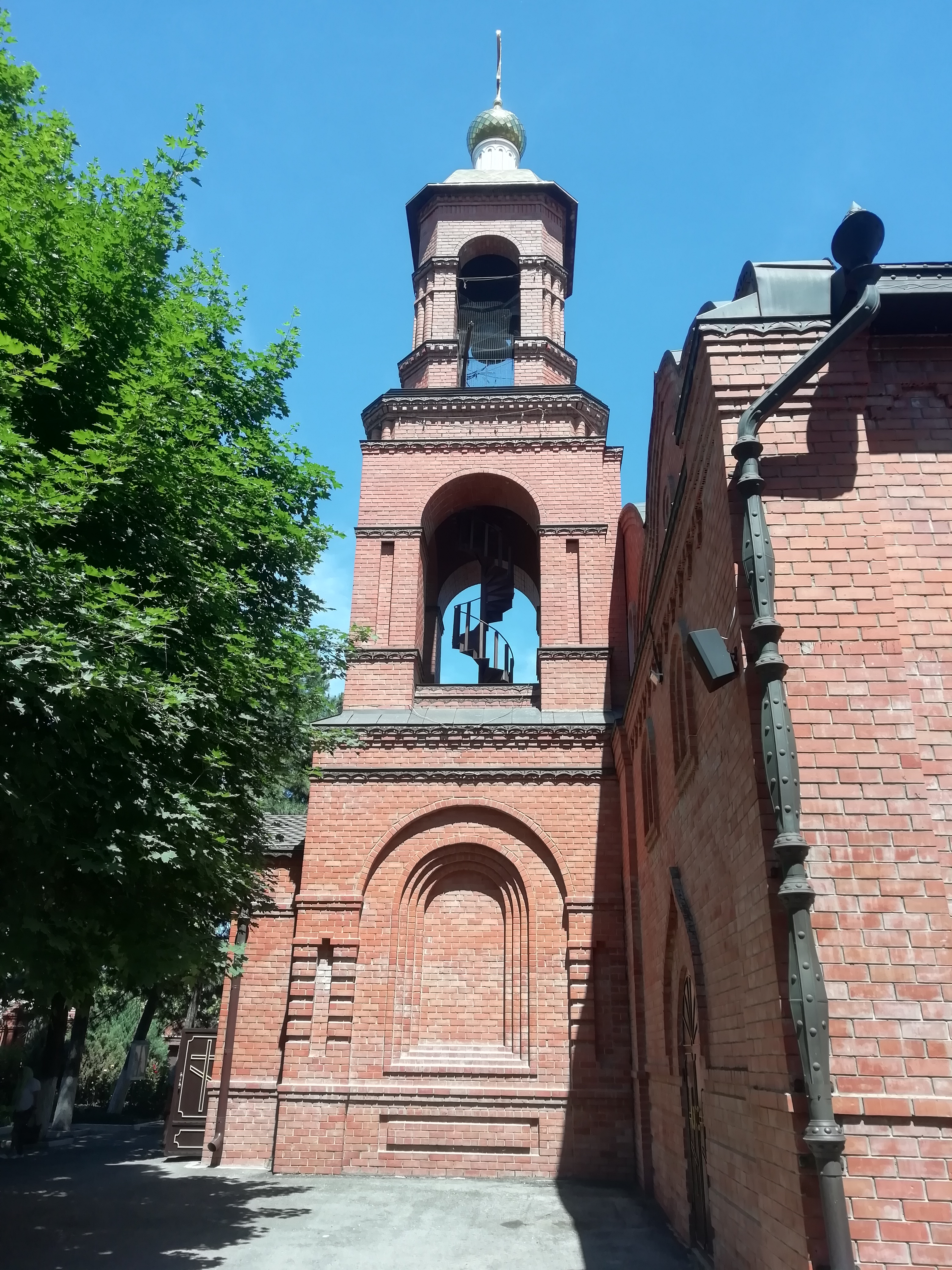
Колокольня церкви Троицы Живоначальной
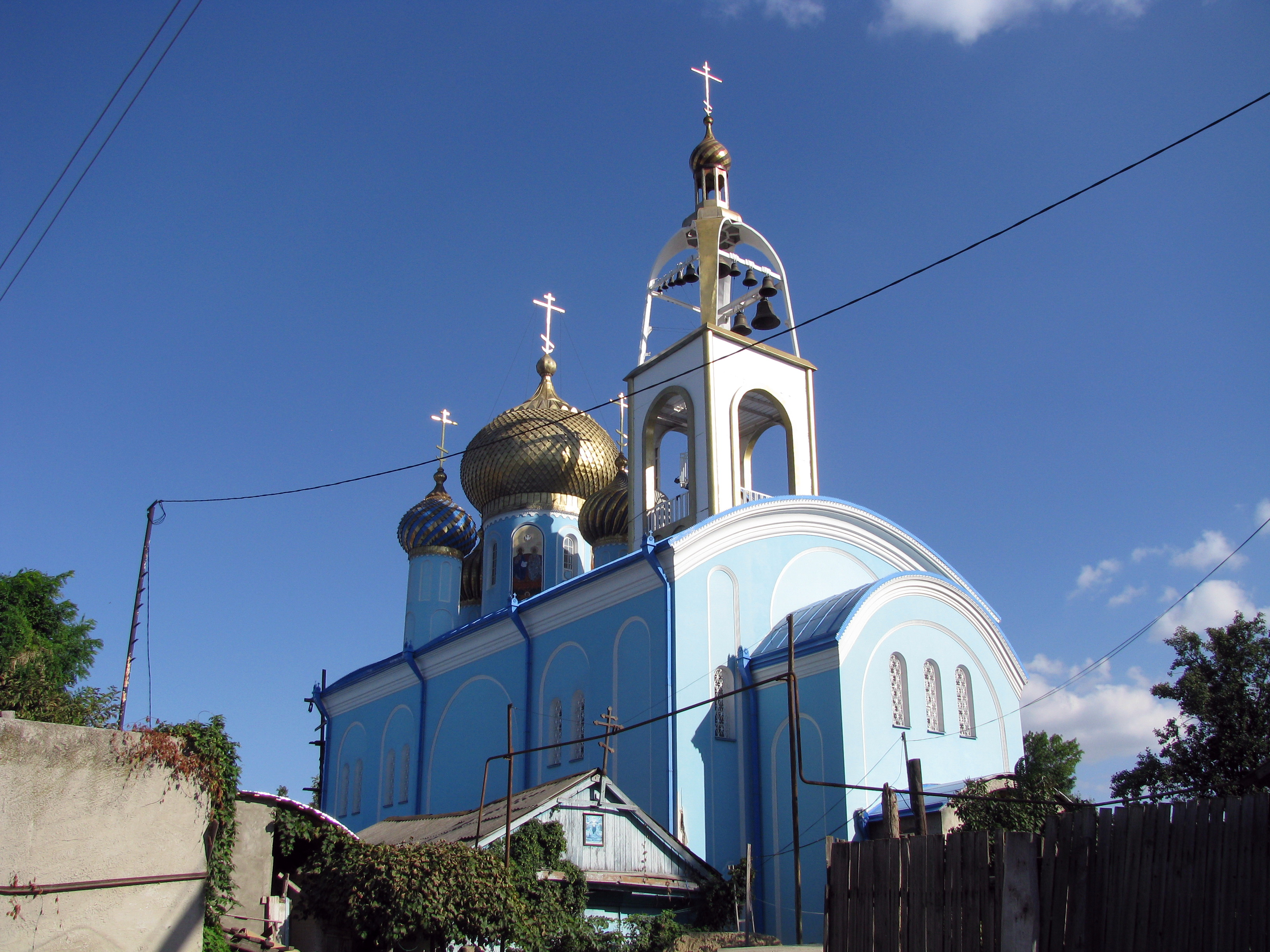
Церковь Александра Невского

## Гостиницы
- Гостиница «Сохо Гранд отель» — пятизвёздочный отель, построенный в 2014 году. Отель дважды входил в пятёрку лучших дизайн-отелей России по версии Russian Hospitality Awards. В отеле есть постоянная экспозиция картин Лаврентия Бруни, Рустама Хамдамова, Оксаны Мась, Михаила Ермолова.
- Отель «АМАКС Азов».
- Гостиничный комплекс Scher Hof.
- Гостиница «Жемчужина».
- Апартаменты «Ленинградская».
- Гостевой дом «Престиж».

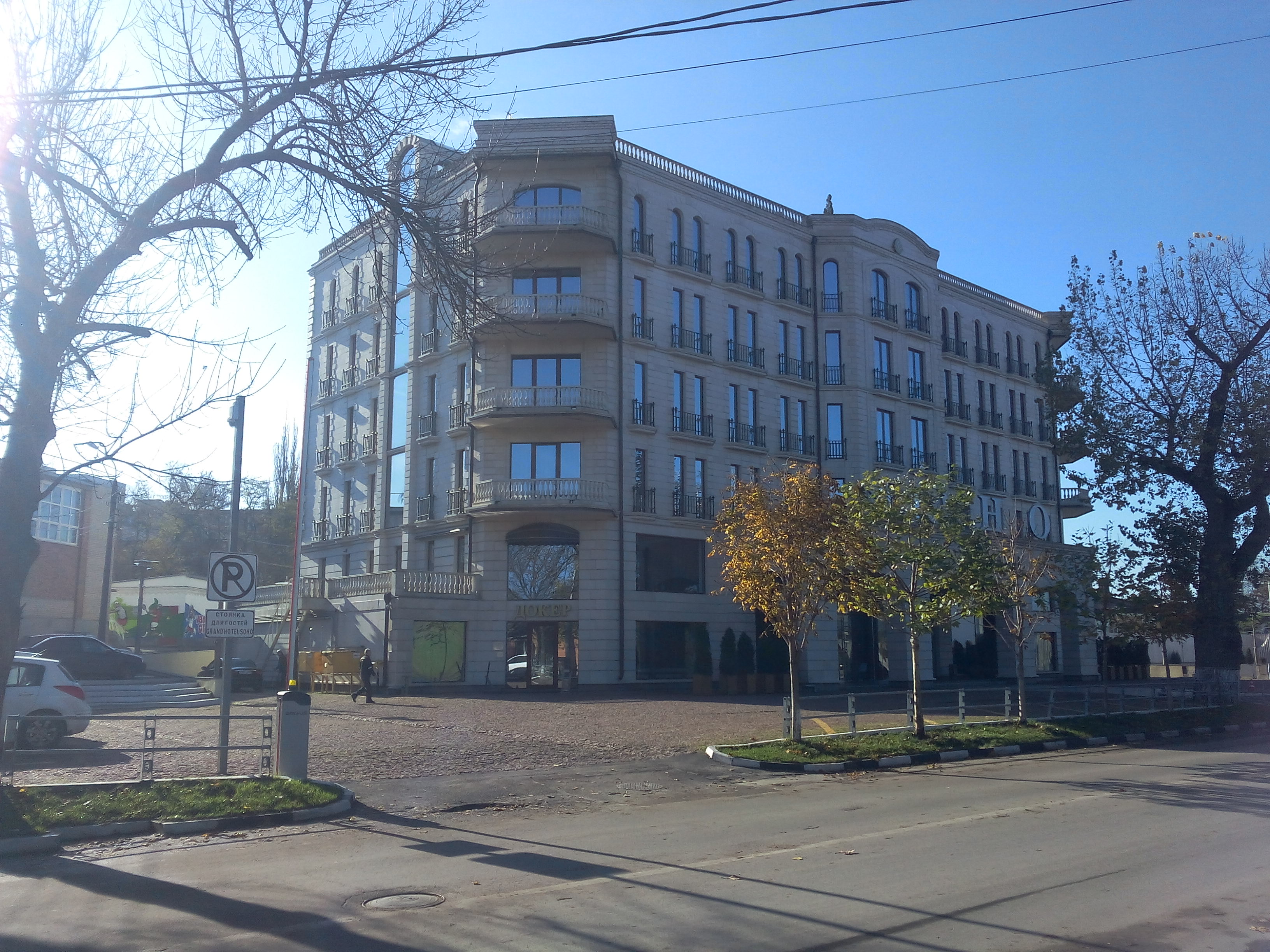
Отель «СОХО»
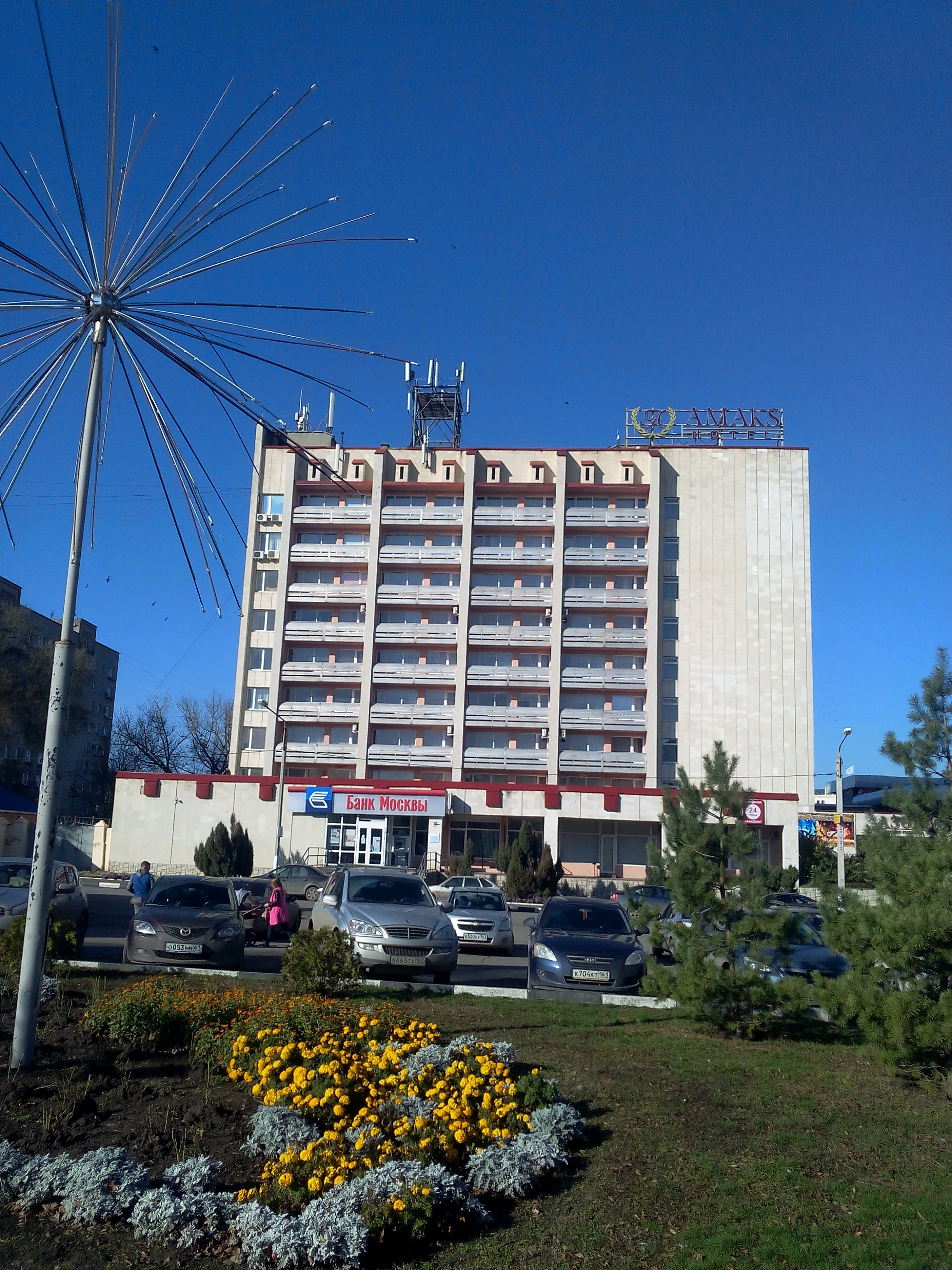
Отель «Амакс»

## Достопримечательности

### Исторические объекты
- Крепостные валы с Алексеевскими воротами — остатки стены и каменных ворот XIV века — расположено на Генуэзской улице, недалеко от старого рыбного завода. Наиболее основательному изучению этот памятник был подвергнут во время раскопок, проведённых в 1935 году Ростовским областным бюро охраны памятников и подтвердивших его италийскую принадлежность.
- Мельница казака Буланова
- Здание пакгауза
- Здание пакгауза азовской таможни
- Здание Центральной городской больницы
- Генуэзские ворота
- Дом Ковалёва

### Памятник, скульптура
- Памятник Петру I — открыт 19 июля 1996 года, в дни празднования 300-летия Российского Флота. Памятник был создан авторским коллективом во главе с заслуженным художником России, академиком Олегом Константиновичем Комовым. Также в состав авторского коллектива вошли жена Комова Нина Ивановна и главный архитектор города В. Т. Фоменко. После смерти Комова в 1995 году работу над рабочей моделью статуи Петра I продолжил его ученик, заслуженный художник России Андрей Ковальчук. Бронзовая фигура Петра была отлита на Мытищинском заводе художественного литья. Её высота — 3 метра, высота постамента, выполненного из цельного гранитного блока — 2 метра.
- Памятник Шеину — открыт 12 июня 2009 году в Азове памятник первому русскому генералиссимусу, соратнику Петра Великого, боярину Алексею Семёновичу Шеину. Бронзовая фигура установлена в историческом центре Азова напротив музея. Держа в одной руке саблю, полководец взирает на город, в боях за который заслужил он высшее воинское звание.
- Мемориал «Павшим за Родину» — установлен на Площади Победы 9 мая 1971 года на месте воинских захоронений периода Гражданской и Великой Отечественной войн. В этой братской могиле похоронены многие бойцы и командиры, погибшие в феврале 1943 года при освобождении Азова от гитлеровских захватчиков. В могилу перенесены останки 68 воинов и 11 азовских партизан. Мемориал Славы — памятник 10 тысячам азовчан, отдавших жизни в Великой Отечественной войне.
- Памятник Мирошниченко ― посвящён азовскому писателю Григорию Мирошниченко, почётному жителю города. Памятник выполнен в виде ворот с аркой, по обе стороны от которой стоят муляжи пушек образца XVIII века.
- Памятник В. И. Ленину (скульптор Ю. Г. Орехов, архитекторы В. А. Петербуржцев и А. В. Степанов, 1978) ― выполнен по нестандартному проекту: Ленин изображён полуфигурой, по пояс.
- Памятник Ю. А. Гагарину — 12 апреля 1988 года в городском парке имени Ленинского комсомола (сейчас Центральный городской парк «Жемчужина Азова») состоялось открытие бюста первому космонавту Юрию Алексеевичу Гагарину. Бюст первого космонавта Земли приобретён на средства заработанные учащимися школы-интерната № 10, открытой 1 апреля 1961 года, пионерская дружина которой носила имя Ю. А. Гагарина.
- Памятник А. С. Пушкину установлен на Петровской улице в городе Азове.
- Памятник Азовской военной флотилии — В год 30-летия Великой Победы 9 мая 1975 года у речного порта был установлен постамент и торпедный катер — точно такой же, как те, на которых сражались моряки Отдельного Донского отряда. На пьедестале памятника имеются следующие надписи: «На вечный якорь у берега Тихого Дона ты в память поставлен о грозных суровых боях Азовской военной флотилии в 1941—1942 годах»; «С октября 1941 года по июль 1942 года. в Азове базировался отдельный Донской отряд Азовской военной флотилии, оборонявшей устье Дона и побережье Таганрогского залива».
- Памятник М. П. Лазареву установлен на центральной площади города Азова
- Памятник героям Первой мировой войны на Петровском бульваре, у здания ЦГБ.
- Меотские поселения в Азове.

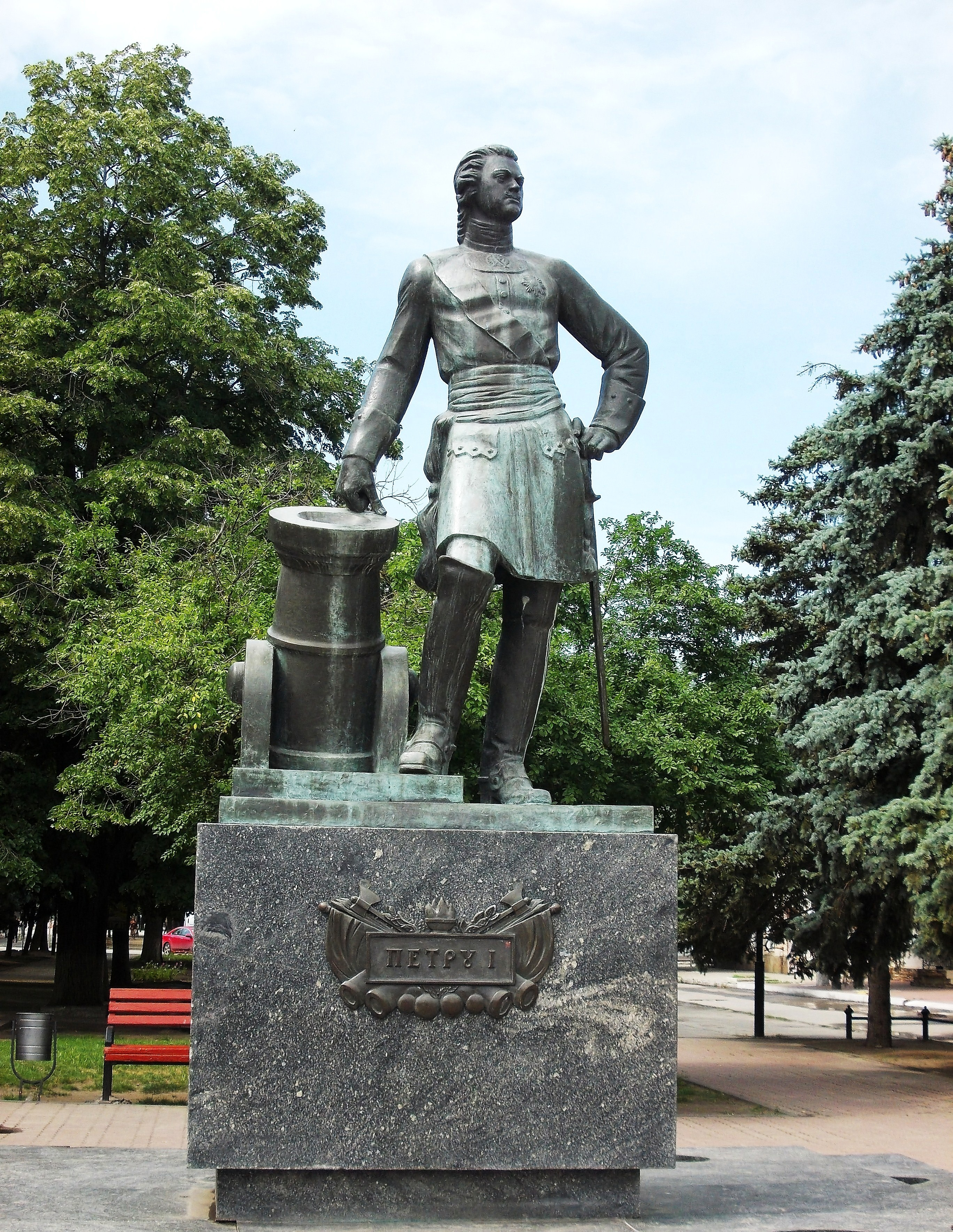
Памятник Петру I
Памятник А.С.Шеину
Памятник М.П. Лазареву
Памятник А.С. Пушкину
Памятник Ю.А. Гагарину
Памятник В.И. Ленину
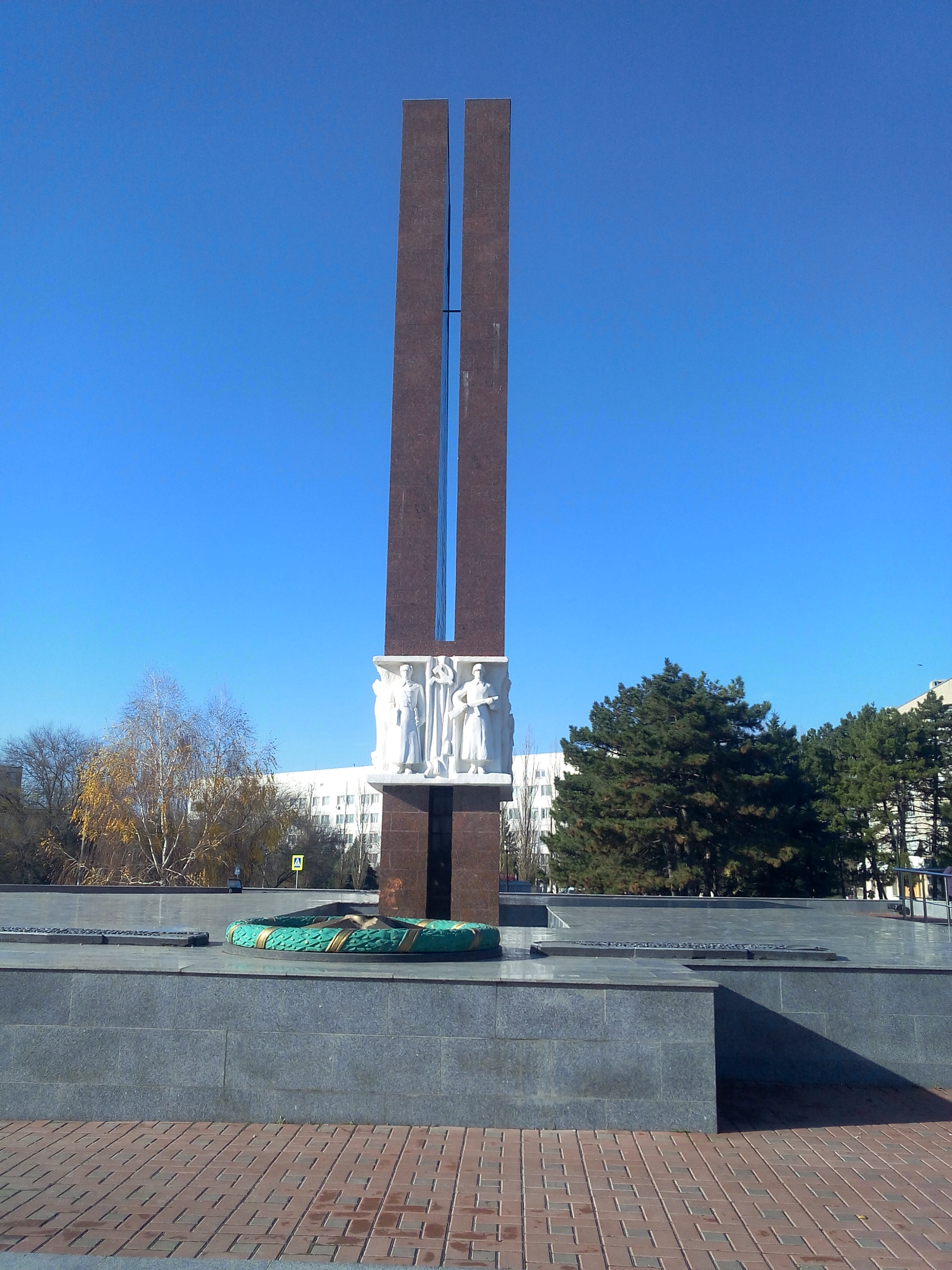
Мемориальный комплекс «Павшим за Родину»
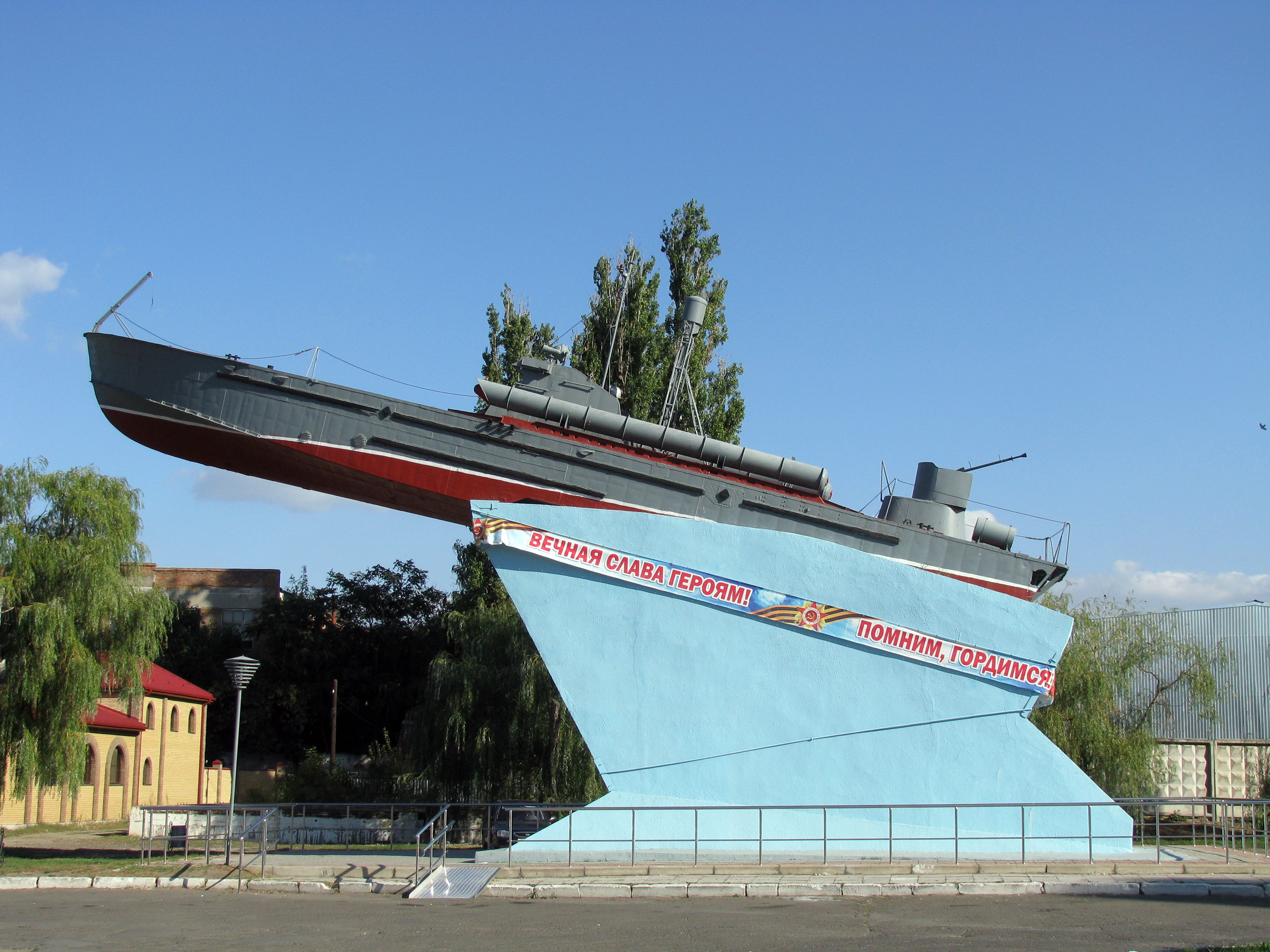
Памятник Азовской военной флотилии

## Археологические раскопки
24 августа 2018 года археологическая экспедиция нашла на территории золотоордынского Азака (поселение на территории современного города Азова) первую мордовскую сюльгаму — женскую брошь. Застёжки такой формы были характерны для женского костюма средневековой мордвы, они скрепляли разрез рубахи на груди.
В 2023 году археологи Азовского музея-заповедника обнаружили на улице Ломоносова, где находилась окраина средневекового Азака, два меотских святилища II века в виде ям. Одно святилище имеет размер 2 м в глубину и 3 м в диаметре, в его середине находится материковый останец, вокруг которого вырыта кольцевая траншея, сужающаяся ко дну. Посередине ям расположен конус со срезанной вершиной, на котором предположительно совершались жертвоприношения. Также в святилищах нашли четыре фрагмента керамики, которые могли относиться к тому периоду.

## Города-побратимы и города-партнёры
| Страна               | Город-побратим                    | Год установления связи |
| -------------------- | --------------------------------- | ---------------------- |
| Кипр                 | Агланджа                          | 1990                   |
| США                  | Чилликоти                         | 1993                   |
| Турция               | Анталия                           | 1995                   |
| Россия               | Кизляр                            | 1997                   |
| Россия               | Феодосия                          | 2007                   |
| Россия               | Салехард                          | 2007                   |
| Россия               | Лазаревский район города Сочи     | 2008                   |
| Греция               | Пилос-Нестор                      | 2017                   |
| Сербия               | Сечань                            | 2018                   |
| Босния и Герцеговина | Биелина                           | 2018                   |
| Франция              | Курбевуа                          | 2018                   |
| Беларусь             | Речицкий район Гомельской области | 2023                   |

## Известные люди

### Уроженцы
- Быкова, Тамара Владимировна (род. 1958) — советская легкоатлетка, чемпионка мира 1983 года в прыжках в высоту.
- Бессмертный, Юрий Борисович (род. 1964) — российский художник-график, дизайнер.
- Ефентьева, Инна Александровна (род. 1981) — руководитель, главный балетмейстер и постановщик всех шоу-программ, танцевальных номеров и хореографических композиций Муниципального ансамбля современного танца «Надежда». Президент секции танцевального совета ЮНЕСКО в Ростовской области. Награждена медалью «Надежда России».
- Ковтун, Юрий Михайлович (род. 1970) — советский и российский футболист, выступавший за сборную России.
- Коржаненко, Ирина Николаевна — российская толкательница ядра (олимпийская чемпионка).
- Котов, Владимир Васильевич (1924—1943) — Герой Советского Союза.
- Локерман, Александр Самойлович (1881—1937) — революционер, лидер профсоюзного движения, член РСДРП.
- Самойлович, Рудольф Лазаревич (1881—1939) — советский полярный исследователь.

### Жили в городе
- Бойко, Дмитрий Дмитриевич (1918—1981) — участник Великой Отечественной войны, командир 759-го стрелкового полка 163-й дивизии, майор, Герой Советского Союза (1944).
- Ветрова, Мария Федосьевна (1870—1897) — русская революционерка.
- Водолацкий, Виктор Петрович (род. 1957) — атаман войскового казачьего общества «Всевеликое войско Донское», казачий генерал (2 июня 2000), депутат Государственной думы РФ.
- Калита, Фёдор Павлович (?—?) — коллежский асессор, председатель городской Думы (городской голова) Азова (1898—1902).
- Макаровский, Михаил Аронович (1893—1918)— российский революционер и общественный деятель.
- Новиков, Спиридон Данилович (1910—1980) — Герой Советского Союза.